# Amédée Bollée (Automobilhersteller)
Amédée Bollée war ein französischer Hersteller von Automobilen, der später mit seinen Söhnen die Firma Amédée Bollée fils betrieb.

## Unternehmensgeschichte
Das Unternehmen von Amédée Bollée (1844–1917) aus Le Mans begann 1873 mit der Produktion von Automobilen. Der Markenname lautete Amédée Bollée. 1881 endete die Produktion. Sein Sohn Amédée Bollée fils gründete 1885 das Unternehmen Amédée Bollée fils und produzierte ebenfalls Automobile.

## Dampfwagen
Das Unternehmen stellte mehrere bekannte Dampfwagen her.

### 1873 L’Obéissante

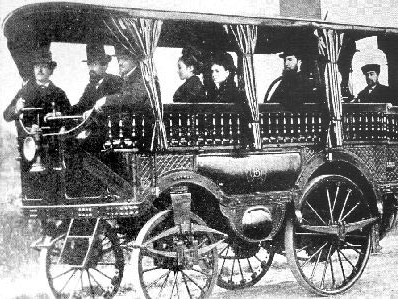
L’Obéissante

Zwei V2-Motoren leisteten zusammen 20 PS. L’Obéissante hatte vorn einzeln aufgehängte Räder mit Achsschenkellenkung und wog 4000 kg. Der Wagen erreicht eine Höchstgeschwindigkeit von 42 km/h. Ein Fahrzeug ist im Musée des arts et métiers in Paris ausgestellt.

### 1878 La Mancelle

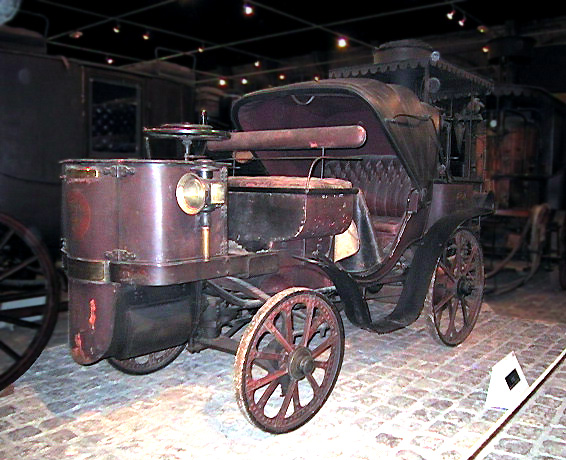
La Mancelle

1878 entwarf Amédée Bollée das Modell Mancelle, von dem 50 Exemplare gebaut wurden, weshalb Mancelle auch als erstes Serienauto betrachtet wird. Ein Originalexemplar befand sich 2002 im Musée National de la Voiture du Tourisme in Compiègne, ein weiteres befindet sich im Musée de l'Automobile de la Sarthe in Le Mans.

### 1879 La Marie-Anne
Die öffentlichen Vorführungen von L’Obéissante and La Mancelle führten zu einer Vielzahl von Bestellungen, und Amédée akzeptierte auch die Bestellung für einen Straßenzug, den er 1879 vollendete. Mit 100 PS hatte La Marie-Anne eine Dreigangschaltung und war imstande, 35 t eine sechsprozentige Steigung hochzuziehen. Marie-Anne war ähnlich gebaut wie La Mancelle. Ein Tender transportierte einen Vorrat an Kohle und Wasser.

### 1880 La Nouvelle
Dies war ein Omnibus. Das Fahrzeug wurde noch 1895 beim Autorennen Paris–Bordeaux eingesetzt.

### 1881 La Rapide
La Rapide („die Schnelle“) wurde 1881 konstruiert und erreichte 58 km/h. Beim La Rapide waren Dampfmaschine und Kontrollinstrumente vorne konzentriert, so dass er von einem Mann geführt werden konnte.